# 殷开山

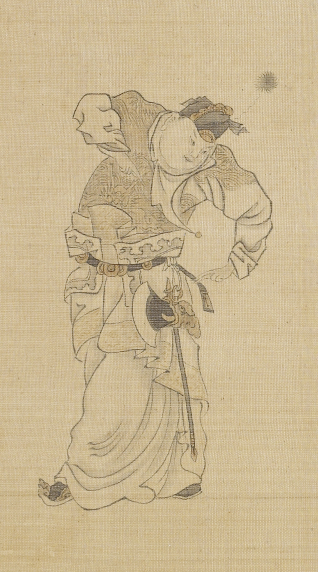
殷开山

殷開山（6世纪？—622年），名嶠，字開山，以字行，雍州鄠縣（今陝西省西安市鄠邑區）人。初唐軍事人物，因戰功被封為鄖國公，凌烟閣二十四功臣之一。

## 出身
殷開山祖父為殷不害。殷不害仕南梁為中書郎兼廷尉卿，南梁首都江陵被西魏攻陷後殷不害被遷至關中，以孝行聞名當時。殷不害後重歸南朝，仕南陳任司農卿，但留其子殷僧首（殷開山之父）於關中。殷僧首後為隋朝秘書丞和秦王司馬，封濟陽縣開國伯，有名於當世。

## 生平
殷開山少年時以學行見稱，尤工尺牘，先任隋太谷縣長，後任石艾縣長，有治名。太原兵起後，召補大將軍府掾，參與謀略，以軍功拜光祿大夫，跟從李建成攻克西河。李世民為渭北道元帥，殷開山為長史，與劉弘基屯兵故城，破京兆內史衛文升之兵，賜爵陳郡公，遷丞相府掾。從秦王李世民率八總管兵討薛舉戰敗，士卒死者十之五六，被除名為民。參加平薛舉子薛仁杲之役，後恢復爵位。
武德二年（619年），兼任陝東道大行台兵部尚書，遷吏部尚書。又跟隨秦王李世民征王世充，以戰功進封鄖國公。武德五年（622年）在討伐劉黑闥的路上，殷開山病死，李世民臨喪痛哭，贈陝東道大行台右僕射，諡曰節。
貞觀四年（630年），与淮安王李神通、河间王李孝恭、刘政会等配饗唐高祖廟庭。贞观十七年（643年），又与长孙无忌、唐俭、长孙顺德、刘弘基、刘政会、柴绍等十七人，俱名列凌烟閣。唐高宗永徽五年（654年），追贈司空。

## 家族
嗣子：殷元嗣，殷開山无子，以弟殷秦州子为后，殷元官至文州刺史，袭郧国公，卒于贞观二十一年。
曾孙：殷中台，吴兴郡乌程县主簿。
胞弟：殷秦州，在隋朝大业年间以门荫为左翊卫。唐朝建立后，因为兄长的功勋被任命為尚舍局的直长，後进封济阳县开国子，食邑三百户。又进入李世民的秦王府任参军事，以功授上柱国。李世民即位后，升任城门郎、简州治中。以贞观十九年十月十三日遘疾终於京师通化里第，春秋六十。其临终前嘱咐子侄将他父母殷僧首和萧氏的坟茔与自己夫妇两人的墓迁葬到雍州长安县高阳原。其子文州刺史、郧国公殷元嗣（出继殷开山，故墓誌称之为殷秦州侄）禀承遗志，遂于贞观二十年十一月二日，将殷秦州及其夫人吴氏、殷僧首和夫人萧氏同迁于高阳原。
姪子：殷日德，殷秦州之子。
从祖弟：殷闻礼，武德年间为太子中舍人，修撰梁史，未成书而卒。
从祖弟之孙：殷仲容，為殷聞禮之孫，才华深受武则天欣赏，官至申州刺史。

## 登場作品
《西遊記》中，玄奘法师是殷开山的外孫。

## 延伸阅读
[在维基数据编辑]
 《舊唐書·卷58》，出自刘昫《舊唐書》
 《新唐書·卷090》，出自《新唐書》
 在维基共享资源阅览影像